# Alluaudomyia nilogenes
Alluaudomyia nilogenes är en tvåvingeart som först beskrevs av Jean-Jacques Kieffer 1924.  Alluaudomyia nilogenes ingår i släktet Alluaudomyia och familjen svidknott.
Artens utbredningsområde är Egypten. Inga underarter finns listade i Catalogue of Life.